# Пантиљате
Пантиљате (итал. Pantigliate) је насеље у Италији у округу Милано, региону Ломбардија.
Према процени из 2011. у насељу је живело 5817 становника. Насеље се налази на надморској висини од 100 м.

## Становништво
Према резултатима пописа становништва 2011. у општини је живело 5.841 становника.
| 1931. | 1936. | 1951. | 1961. | 1971. | 1981. | 1991. | 2001. | 2011. |
| ----- | ----- | ----- | ----- | ----- | ----- | ----- | ----- | ----- |
| 962   | 1.029 | 1.198 | 1.818 | 2.926 | 4.166 | 4.872 | 5.154 | 5.841 |